# Klakegga
Klakegga är en bergstopp i Antarktis. Den ligger i Östantarktis. Norge gör anspråk på området. Toppen på Klakegga är 2 442 meter över havet, eller 458 meter över den omgivande terrängen. Bredden vid basen är 6,2 km.
Terrängen runt Klakegga är varierad. Trakten är obefolkad. Det finns inga samhällen i närheten.